# Sjöholms bageri
Sjöholms bageri är ett bageri och konditori i Ängelholm. Det öppnade 1876 och har varit beläget i samma lokaler sedan dess.